# The Thorn Birds: The Missing Years
The Thorn Birds: The Missing Years is een tweedelige miniserie die in 1996 uitgezonden werd door CBS. Het scenario is gebaseerd op de roman "The Thorn Birds" uit 1977 van Colleen McCullough en vertelt wat er gebeurd is in de negentien jaar tussen de geboorte van Dane en de terugkeer van Ralph de Bricassart naar Australië. Deze jaren komen niet aan bod in de originele miniserie van ABC uit 1983. Richard Chamberlain was de enige acteur uit de originele miniserie die zijn rol hernam.

## Verhaal
In 1942 zijn tien jaar verstreken sinds de geboorte van Dane, de buitenechtelijke zoon van de katholieke priester Ralph de Bricassart en Meghan "Meggie" O'Neill. Nadat ze haar man, Luke O'Neill, heeft verlaten is Meggie gedwongen om Drogheda grotendeels alleen te runnen, aangezien al haar broers naar de Tweede Wereldoorlog zijn vertrokken om te vechten. Tot overmaat van ramp heeft een twee jaar durende droogte het gebied getroffen. Op een dag arriveert Luke op Drogheda en smeekt Meggie hem te vergeven. Meggie, eenzaam en op zoek naar een man om de boerderij te runnen en een vader voor haar kinderen te zijn, neemt Luke met tegenzin terug en ze raakt opnieuw zwanger.
Ondertussen gebruikt pastoor Ralph zijn kerk in Rome als toevluchtsoord voor Joodse oorlogsvluchtelingen. Nadat Ralph een deel van Mary Carsons nalatenschap gebruikt om een jonge wees naar Amerika te sturen, "straft" de Kerk hem door hem te dwingen terug te keren naar Drogheda om de nagelaten bezittingen te bewaken en de Australische overheid te overtuigen meer vluchtelingen op te nemen. Ralph arriveert onaangekondigd in Australië en Luke is niet blij hem te zien. Luke eist dat Meggie onmiddellijk met hem verhuist naar een bouwvallig hutje op de boerderij die hij gekocht heeft, alleen maar om Meggie bij Ralph weg te krijgen. Wanneer Meggie zich verzet slaat Luke haar, waardoor ze een miskraam krijgt.
Meggie besluit dat ze nooit meer met Luke samen kan zijn, maar Luke verklaart dat hij alleen is teruggekeerd voor Dane, van wie hij denkt dat hij zijn zoon is. Meggie daagt Luke voor de rechter om de voogdij over Dane te krijgen. De rechter, een protestant die bevooroordeeld is tegen Danes wens om priester te worden, kent de voogdij toe aan Luke. Meggie weigert Ralph te ruïneren door te verklaren dat Dane zijn zoon is en niet die van Luke. Ze besluit een schandaal te vermijden en confronteert Ralph met het feit dat hij meer van God houdt dan van haar en dat hij zich altijd zal inzetten voor een hoger doel. Ze heeft haar zoon opgevoed zonder te weten wie zijn vader is.
Het begint eindelijk te regenen en Ralph en Meggie doen hun best om de dieren bijeen te drijven voordat de vloed komt. Omdat ze Drogheda niet kunnen bereiken in de stortbui, zoeken de twee hun toevlucht in een kleine hut, waar een nacht vol romantiek volgt. Meggies moeder, Fee, confronteert Luke met de waarheid in een laatste poging om Dane terug te krijgen: Dane is niet zijn zoon, maar de zoon van pastoor Ralph. Luke zweert dit feit nooit te onthullen, uit angst Meggie en zijn kinderen voor altijd aan Ralph te verliezen. Luke confronteert Ralph en begint een gevecht, waarbij hij belooft dat als Ralph hem kan verslaan, hij Dane kan krijgen. Ralph verslaat Luke en verscheurd en bloedend komt Luke zijn belofte na: hij staat Ralph toe Dane terug te geven aan Meggie. Ralph troost Justine, die gelooft dat niemand van haar houdt, en keert vervolgens terug naar Rome om de oorlogsvluchtelingen te blijven helpen. Terwijl Ralph met de trein vertrekt ziet hij Meggie hem nakijken, terwijl ze de woorden "Ik hou van je" mompelt.

## Rolverdeling
| Acteur              | Personage                   | Acteur in de originele miniserie |
| ------------------- | --------------------------- | -------------------------------- |
| Richard Chamberlain | pastoor Ralph de Bricassart |                                  |
| Amanda Donohoe      | Meggie Cleary O'Neill       | Rachel Ward                      |
| Simon Westaway      | Luke O'Neill                | Bryan Brown                      |
| Julia Blake         | Fee Cleary                  | Jean Simmons                     |
| Olivia Burnette     | Justine O'Neill             | Mare Winningham                  |
| Zach English        | Dane O'Neill                | Philip Anglim                    |
| Robert Taylor       | Jack Cleary                 | Stephan W. Burns                 |
| Jack Thompson       | de rechter                  | -                                |
| Maximilian Schell   | kardinaal Vittorio          | Christopher Plummer              |

## Ontvangst
The Missing Years had veel minder succes bij de recensenten en de kijkers dan de originele miniserie. Hoewel er lof was voor de decors en de acteerprestaties, kwam er kritiek op het scenario en de vermeende inconsistenties met de originele miniserie.

## Trivia
- In tegenstelling tot het origineel, dat in Californië werd opgenomen,[1] werd The Missing Years volledig in Australië gefilmd.[2]
- De plannen van de schapenboerderij van Drogheda waren verloren gegaan en de decorbouwer was ondertussen overleden, dus de boerderij moest helemaal opnieuw opgebouwd worden op basis van beelden uit de originele miniserie.[2]